# Le Mari de Léon
Pour plus de détails, voir Fiche technique et Distribution.
Le Mari de Léon est un film français réalisé par Jean-Pierre Mocky et sorti en 1993.

## Synopsis
Boris Lassef, séduisant auteur et metteur en scène de théâtre, entretient une relation ambiguë avec Léon, son ami et admirateur dévoué. Ce dernier fait tout pour satisfaire les envies et fantasmes du maître, tout en le conseillant pour les répétitions de sa nouvelle pièce et en préparant sa future carrière à  Broadway. 
Léon s'oppose à Nadia, épouse de Boris, ce qui ne l'empêche pas d'essayer un soir de la séduire, de la même manière qu'il partage les maîtresses de Boris. Nadia finit par se suicider, sous les yeux de Léon qui subtilise une lettre où elle tente de le calomnier pour le perdre.
Léon s'occupe en même temps de sa propre épouse, impotente et muette. Tout en nouant une relation de type fétichiste avec la mère de celle-ci, il accepte de laisser Nadège, sa jeune belle-sœur, la soigner. En fait, Nadège cherche ainsi à se rapprocher de Boris, dont elle est amoureuse. Elle révèle que sa sœur est tombée dans un état catatonique à cause de l'amour qu'elle portait, elle aussi, à Boris.
Malgré tous ses efforts, Léon ne parvient pas à éloigner Nadège et Boris l'épouse, renvoyant Léon par la même occasion. Celui-ci se réfugie alors auprès de sa femme en ouvrant le gaz dans l'appartement.

## Fiche technique
- Titre : Le Mari de Léon
- Réalisation : Jean-Pierre Mocky
- Scénario : Jean-Pierre Mocky et Frédéric Dard, dialogues de Frédéric Dard, d'après un roman de ce dernier.
- Images : Edmond Richard
- Musique : Vladimir Cosma
- Production : Jean-Pierre Mocky
- Pays :  France
- Langue : français
- Genre : comédie dramatique
- Date de sortie : France 26 mai 1993

## Distribution
- Jean-Pierre Mocky : Boris Lassef
- Serge Riaboukine : Léon
- Dora Doll : Mira
- Lauren Grandt : Nadia
- Brigitte Hansen : Nadège
- Pascale Roberts : Hermance
- Hélène de Fougerolles : Geneviève
- Roger Knobelspiess : Anatole, le chauffeur de taxi
- Isabelle Slo : Simone
- Nadia Vasil : Albertine
- François Toumarkine : l'inspecteur Denis
- Jean Cherlian : le maître d'hôtel
- François Brossard : Alfred Lecoq
- Jacques Petitjean : Zakouskine
- Georges Lucas : Montbojon
- Violaine Kuss : Solange Ducray
- Pierre Kameneff : Dimitri Fedor
- Christina Mendes : Guillaume
- Christian Chauvaud : l'inspecteur Franck
- Violeta Ferrer : Maria
- Mathieu Barbier : Pascal
- Christophe Bier : Ducray